# Michael Joseph Curley

Bischof Michael Joseph Curley (vermutl. 1914)

Michael Joseph Curley (* 12. Oktober 1879 in Athlone; † 16. Mai 1947) war ein irischer Geistlicher und römisch-katholischer Erzbischof von Baltimore.

## Leben

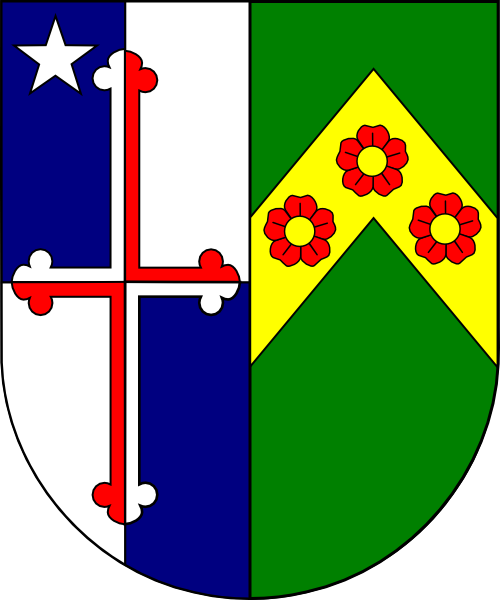
Wappenschild als Erzbischof von Baltimore

Michael Joseph Curley empfing am 19. März 1904 das Sakrament der Priesterweihe.
Am 3. April 1914 ernannte ihn Papst Pius X. zum Bischof von Saint Augustine. Der Bischof von Savannah, Benjamin Joseph Keiley, spendete ihm am 30. Juni desselben Jahres die Bischofsweihe; Mitkonsekratoren waren der Bischof von Wheeling, Patrick James Donahue, und der Weihbischof in Baltimore, Owen Patrick Bernard Corrigan.
Am 10. August 1921 ernannte ihn Papst Benedikt XV. zum Erzbischof von Baltimore. Die Amtseinführung erfolgte am 30. November desselben Jahres. Vom 12. Dezember 1924 bis 1. Juli 1925 war Michael Joseph Curley zudem Apostolischer Administrator von Raleigh.